# Ceilândia Esporte Clube
Maillots
Le Ceilândia Esporte Clube est un club brésilien de football fondé le 23 août 1979 et basé à Brasilia (dans le quartier de Ceilândia).
Le Ceilândia EC est l'un des plus vieux clubs du dans le District fédéral.